# Pseudagrion starreanum
Pseudagrion starreanum là một loài chuồn chuồn kim trong họ Coenagrionidae.
Pseudagrion starreanum được Lieftinck miêu tả khoa học năm 1949.